# العلاقات السلوفينية الفانواتية
العلاقات السلوفينية الفانواتية هي العلاقات الثنائية التي تجمع بين سلوفينيا وفانواتو.

## مقارنة بين البلدين
هذه مقارنة عامة ومرجعية للدولتين:
| وجه المقارنة                                              | سلوفينيا                                                      | فانواتو                                  |
| --------------------------------------------------------- | ------------------------------------------------------------- | ---------------------------------------- |
| المساحة (كم2)                                             | 20.27 ألف                                                     | 12.19 ألف                                |
| عدد السكان (نسمة)                                         | 2.07 مليون                                                    | 276.24 ألف                               |
| الكثافة السكانية (ن./كم²)                                 | 102.12                                                        | 22.66                                    |
| العاصمة                                                   | ليوبليانا                                                     | بورت فيلا                                |
| اللغة الرسمية                                             | اللغة السلوفينية، اللغة الإيطالية، لغة مجرية                  | اللغة البسلاما، لغة فرنسية، لغة إنجليزية |
| العملة                                                    | يورو، تولار سلوفيني                                           | فاتو فانواتي                             |
| الناتج المحلي الإجمالي (بليون دولار)                      | 48.77 مليار                                                   | 862.88 مليون                             |
| الناتج المحلي الإجمالي (تعادل القوة الشرائية) بليون دولار | 66.01 مليار                                                   | 790.76 مليون                             |
| الناتج المحلي الإجمالي الاسمي للفرد دولار أمريكي          | 20.73 ألف                                                     | 2.81 ألف                                 |
| الناتج المحلي الإجمالي للفرد دولار أمريكي                 | 30.40 ألف                                                     | 3.03 ألف                                 |
| مؤشر التنمية البشرية                                      | 0.880                                                         | 0.594                                    |
| رمز المكالمات الدولي                                      | +386                                                          | +678                                     |
| رمز الإنترنت                                              | .si                                                           | .vu                                      |
| المنطقة الزمنية                                           | توقيت وسط أوروبا، ت ع م+01:00، ت ع م+02:00، أوروبا/ليوبليانا ‏ | ت ع م+11:00                              |

## منظمات دولية مشتركة
يشترك البلدان في عضوية مجموعة من المنظمات الدولية، منها:
| علم المنظمة | اسم المنظمة                        | تاريخ انضمام سلوفينيا | تاريخ انضمام فانواتو |
| ----------- | ---------------------------------- | --------------------- | -------------------- |
|             | يونسكو                             | 27 مايو 1992          | 10 فبراير 1994       |
|             | مؤسسة التمويل الدولية              | 25 فبراير 1993        | 28 سبتمبر 1981       |
|             | منظمة حظر الأسلحة الكيميائية       | ?                     | ?                    |
|             | مؤسسة التنمية الدولية              | 25 فبراير 1993        | 28 سبتمبر 1981       |
|             | منظمة التجارة العالمية             | ?                     | ?                    |
|             | وكالة ضمان الاستثمار متعدد الأطراف | 19 مارس 1993          | 27 يوليو 1988        |
|             | الاتحاد البريدي العالمي            | ?                     | ?                    |
|             | الاتحاد الدولي للاتصالات           | 16 يونيو 1992         | 30 مارس 1988         |
|             | الأمم المتحدة                      | 22 مايو 1992          | 15 سبتمبر 1981       |
|             | البنك الدولي للإنشاء والتعمير      | 25 فبراير 1993        | 28 سبتمبر 1981       |
|             | المنظمة الهيدروغرافية الدولية      | ?                     | ?                    |

## وصلات خارجية
- موقع وزارة الخارجية السلوفينية